# Cantó de Falaise-Nord
El cantó de Falaise-Nord és un cantó francès del departament de Calvados, situat al districte de Caen. Té 27 municipis i el cap es Falaise.

## Municipis
- Aubigny
- Bonnœil
- Bons-Tassilly
- Cordey
- Le Détroit
- Falaise (part)
- Fourneaux-le-Val
- Les Isles-Bardel
- Leffard
- Les Loges-Saulces
- Martigny-sur-l'Ante
- Le Mesnil-Villement
- Noron-l'Abbaye
- Pierrefitte-en-Cinglais
- Pierrepont
- Pont-d'Ouilly
- Potigny
- Rapilly
- Saint-Germain-Langot
- Saint-Martin-de-Mieux
- Saint-Pierre-Canivet
- Saint-Pierre-du-Bû
- Soulangy
- Soumont-Saint-Quentin
- Tréprel
- Ussy
- Villers-Canivet

## Història
| Data d'elecció                           | Identitat            | Partit                     | Qualitat |
| ---------------------------------------- | -------------------- | -------------------------- | -------- |
| 1945-1973                                | M. Gervais           | UNR, després divers droite |          |
| 1973-1998                                | Alain de La Moussaye | Divers droite              |          |
| 1998-                                    | Guy Bailliart        | PS                         |          |
| les dades anteriors no són pas conegudes |                      |                            |          |
|                                          |                      |                            |          |